# Shift JIS art

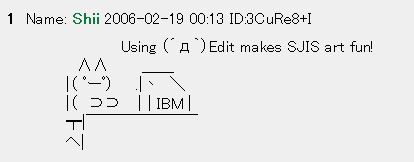
Exemplo de um Shift_JIS art americano.

Shift_JIS art é uma arte criada com caracteres do conjunto de caracteres do Shift JIS, um super conjunto do ASCII destinado a uso japonês. Naturalmente, existem muitas semelhanças entre Shift_JIS art e ASCII art.
Shift_JIS se tornou muito popular em fóruns de discussão da Internet, notavelmente o 2channel, e fez seu caminho até chegar nos meios de comunicações e comercias do Japão.
Na comunidade japonesa, Shift_JIS art às vezes é abreviado como SJIS art, mas é mais comumente referido como "AA", significando ASCII art, embora raramente se restringe aos 95 caracteres imprimíveis dentro do padrão ASCII.
Assim como ANSI art, SJIS art às vezes é usado para animação. Contudo, devido a avanços técnicos, SJIS art também aparece em forma de arquivos do Adobe Flash e em GIFs animados.
Diferente do Western ASCII art, que geralmente é projetado para ser visto em monospace, Shift_JIS art é projetado em torno da largura proporcional da fonte MS PGothic fornecida com o Microsoft Windows, que é a fonte padrão para websites em versões japonesas do Windows. Contudo, muitos caracteres usados no Shift-JIS art são caracteres CJK "Fullwidth", e por isso tem a mesma largura. Contudo, essa dependência levou ao desenvolvimento da fonte livre Mona Font, cada caractere tem a mesma largura que a sua contraparte MS PGothic, para uso dos usuários de outros sistemas operacionais como o Linux/UNIX e versões do Windows sem capacidade japonesa.

## Na mídia japonesa
O filme e série de televisão japonês Densha Otoko (電車男), frequentemente inclui Shift_JIS art tanto durante transições de tela e dentro da própria história. Um dos personagens recorrentes durante a série era um artista do Shift_JIS art que muitas vezes desenha em tela cheia obras de arte Shift_JIS art como uma forma de expressar seu apoio e incentivo ao personagem principal.
O meme de Touhou Project "Yukkuri shiteitte ne!!!" tem sua origem em um Shift JIS art da aparência da personagem Reimu Hakurei em Curiosities of Lotus Asia que foi postado na "Thread Geral da Série Touhou" no 2channel em 5 de dezembro de 2003. A arte foi editada e transformada em uma cabeça, cujo tamanho foi aumentado em 18 de abril de 2004, mas não foi realmente notada até que alguém começou a postar a arte nas threads de Immaterial and Missing Power do Shitaraba em 28 de maio de 2007. De fato, a cabeça foi ridicularizada, mas, algumas semanas depois, pessoas começaram a fazer edições ou variações da cabeça em forma de texto. Sabe-se em que se baseia a cabeça de Marisa, mas não está claro quando foram combinados os dois Shift JIS ou onde a frase "Yukkuri shiteitte ne!!!" foi acrescentada às cabeças.

## Galeria

Giko neko (ギコネコ, gikoneko) Postado no ja:あやしいわーるど (あやしいわーるど, AyashīWārudo)/ja:あやしいわーるど@本店 (本店(昼の部), HontenHiruNoBu) em 1997
Giko neko (ギコ猫, gikoneko) Postado no 2channel (２ちゃんねる, Nichanneru) em 1999
Monā (モナー, Monā) Postado no 2channel (２ちゃんねる, Nichanneru) em 2000.
Postado no ja:あやしいわーるどII (あやしいわーるどII, AyashīWārudoAiai) em 2000.
BearBear--!!! (くまくま━━━━━━ヽ（ ・(ｪ)・ ）ノ━━━━━━ !!!, KumaKumā--!!!)Postado no 2channel (２ちゃんねる, Nichanneru) em 2003.
Anti2ch
逝ってよし(ItteYoshi) significa "você pode morrer", uma gíria japonesa.
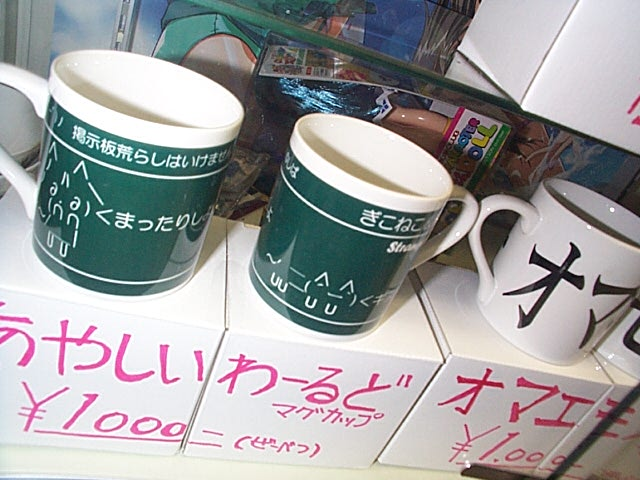
Mercadorias de personagens AA O primeiro produto de consumo com dōjin.
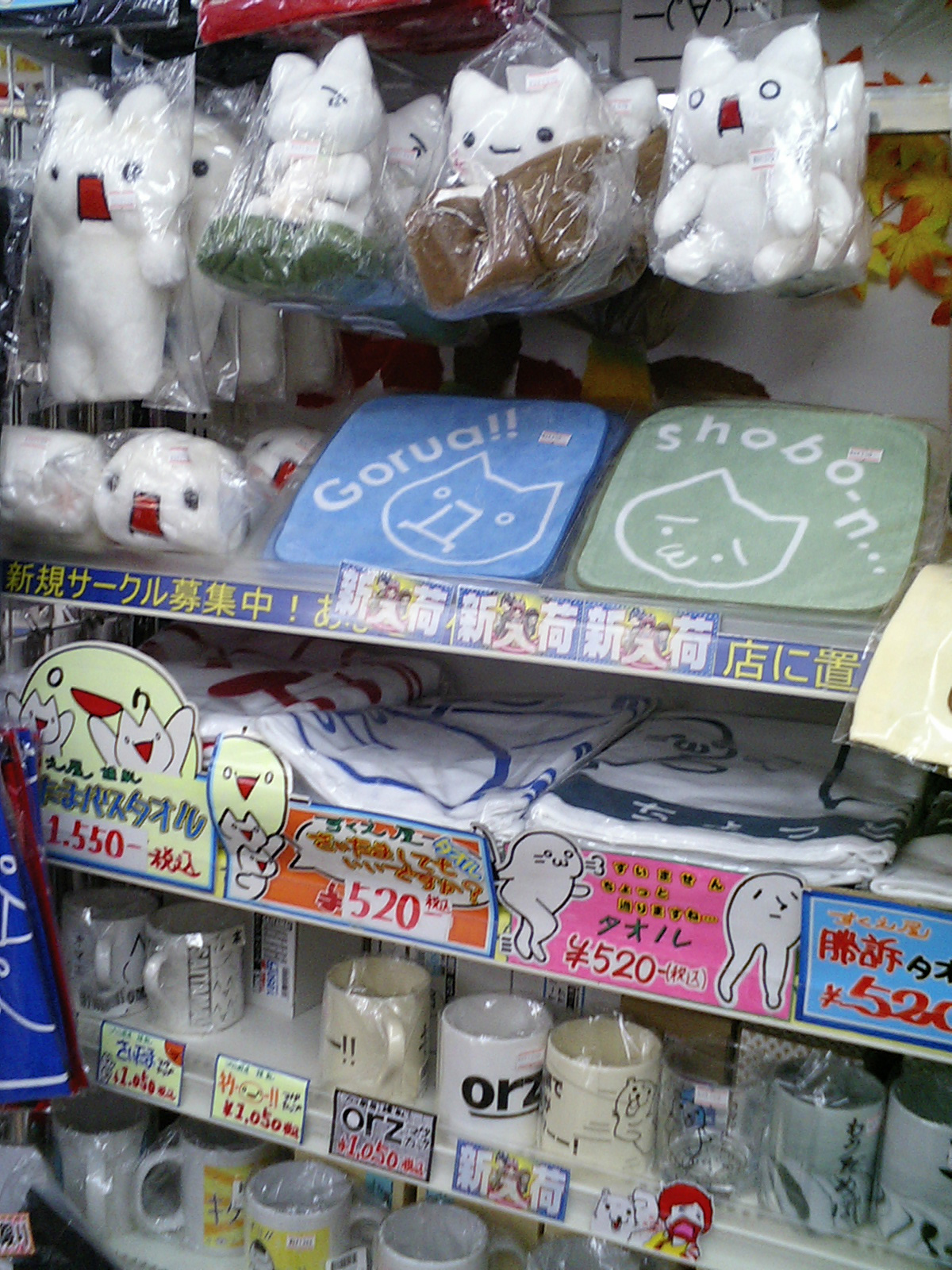
Mercadorias 2ch com dōjin.